# Cordillera Premier
La cordillera Premier es un grupo de montañas dentro de las montañas Cariboo en la parte central-oriental de la Columbia Británica, Canadá. La cordillera (también conocida como grupo Premier) está limitada por el río Raush y el arroyo Kiwa al norte, el río Thompson del norte al sur y al oeste y el río Fraser y sus afluentes al este.
En 1927, año del Jubileo de diamante del Canadá, se decidió que los nombres de los picos más altos de esta cordillera se reservarían para rendir homenaje a los primeros ministros del Canadá, los primeros ministros del Reino Unido y los primeros ministros de la provincia de Columbia Británica. En la práctica, sin embargo, sólo un primer ministro británico y un primer ministro de Columbia Británica han sido honrados de esa manera, y los recientes cambios en las normas de denominación geográfica del Canadá hacen poco probable que algún primer ministro británico u otro no canadiense reciba tal honor en el futuro.  
Las cumbres con monbre en la cordillera Premier son, en orden de elevación: 
| Montaña                      | Altura (m) | Nombre | Coordenadas                                         |
| ---------------------------- | ---------- | --- | --------------------------------------------------- |
| Monte Sir Wilfrid Laurier    | 3516       | Sir Wilfrid Laurier - 7º Primer Ministro                                                                   | 52°48′10″N 119°43′9″O / 52.80278, -119.71917        |
| Monte Sir John Abbott        | 3398       | Sir John Abbott - 3.er Primer Ministro                                                                     | 52°48.6′N 119°47.7′O / 52.8100, -119.7950           |
| Monte Sir John Thompson      | 3349       | Sir John Thompson - 4º Primer Ministror                                                                    | 52°44′N 119°44′O / 52.733, -119.733                 |
| Monte Sir Mackenzie Bowell   | 3301       | Sir Mackenzie Bowell - 5º Primer Ministro                                                                  | 52°49′54″N 119°43′48″O / 52.83167, -119.73000       |
| Monte Stanley Baldwin        | 3256       | Stanley Baldwin - Primer Ministro Británico                                                                | 52°49′28″N 119°36′21″O / 52.82444, -119.60583       |
| Monte Mackenzie King         | 3234       | Mackenzie King - 10º Primer Ministro                                                                       | 52°46′32.9″N 119°45′02.9″O / 52.775806, -119.750806 |
| Monte Arthur Meighen         | 3205       | Arthur Meighen - 9º Primer Ministro                                                                        | 52°48′11.9″N 119°33′11.9″O / 52.803306, -119.553306 |
| Monte Richard Bennett        | 3190       | Richard Bennett - 11º Primer Ministro                                                                      | 52°49′48″N 119°47′36″O / 52.83000, -119.79333       |
| Monte John Oliver            | 3123       | John Oliver - B.C. Premier                                                                                 | 52°53′00″N 119°41′06″O / 52.88333, -119.68500       |
| Monte Lester Pearson         | 3086       | Lester B. Pearson - 14º Primer Ministro                                                                    | 52°46′48″N 119°32′42″O / 52.78000, -119.54500       |
| Monte Louis Saint Laurent    | 3045       | Louis St. Laurent - 12 Primer Ministro                                                                     | 52°45′34″N 119°47′07″O / 52.75944, -119.78528       |
| Monte Pierre Elliott Trudeau | 2640       | Pierre Trudeau - 15º Primer Ministro                                                                       | 52°48′10″N 119°25′31″O / 52.80278, -119.42528       |
| Monte Sir Allan MacNab       | 2297       | Sir Allan MacNab - Industrial canadiense y primer ministro de la provincia canadiense de la época colonial | 52°31′12″N 119°12′11″O / 52.52000, -119.20306       |

Antes de que la Cordillera Premier fuera seleccionada, muchas montañas fuera de esta área habían sido nombradas en honor a los primeros ministros canadienses. El Monte Mackenzie, el Monte Tupper, el Monte Macdonald y el Monte Laurier se elevan sobre las vías del ferrocarril del Pacífico canadiense que atraviesan el Paso Rogers cerca de Golden, Columbia Británica. El Monte Robert en las Montañas de la Costa de la Columbia Británica honra a Sir Robert Borden. También hay un Monte John Diefenbaker en la Columbia Británica llamado así por John Diefenbaker. Aparte de Laurier (que también fue honrado con el nombre de una montaña en Yukón), ninguno de estos primeros ministros ha recibido el honor de tener también una montaña con su nombre en la Cordillera Premier. 